# Lleyton Hewitt
Lleyton Glynn Hewitt (Adelaide, 24 febbraio 1981) è un ex tennista e allenatore di tennis australiano.
Dal 2001 al 2022 ha detenuto il record di tennista più giovane ad aver raggiunto il primo posto della classifica ATP, ottenuto all'età di 20 anni e 8 mesi, superando il precedente record di Marat Safin (20 anni e 10 mesi), e venendo a sua volta superato dal diciannovenne Carlos Alcaraz. 
I suoi maggiori successi in carriera sono stati le vittorie agli US Open nel 2001, a Wimbledon nel 2002 e alle Tennis Masters Cup del 2001 e 2002. In doppio si è aggiudicato gli US Open 2000 e con l'Australia ha trionfato nelle edizioni della Coppa Davis 1999 e 2003. Dopo il ritiro dalle competizioni nel 2016 è tornato nel circuito ATP nel gennaio del 2018 per giocare in doppio.

## Caratteristiche tecniche
La sua aggressività e il grande spirito combattivo gli hanno permesso di vincere partite che sembravano perse. Le sue qualità migliori sono i colpi dal fondo, tra cui una splendida risposta e la rapidità nella corsa che gli consente grandi recuperi. Preferisce giocare da fondocampo in anticipo e, data la scarsa potenza dei suoi colpi, basa il suo gioco sul senso della posizione dominando raramente gli scambi. Abile nel difendersi dagli attacchi avversari con precisi passanti, commette pochi errori non forzati e gioca preferibilmente palle lunghe e piatte in attesa dell'errore avversario o di piazzare un vincente da fondo campo.
Nonostante prediliga il gioco da fondo campo, Hewitt è dotato nelle volée e nelle schiacciate. Campioni come Patrick McEnroe, Jim Courier e Tim Henman lo consideravano il migliore al mondo nell'esecuzione dei pallonetti, il suo colpo migliore che gioca spesso con il topspin. Andre Agassi lo ha descritto nel suo libro Open come uno dei migliori tennisti della storia nella scelta del colpo da effettuare. Ha migliorato molto il servizio, dal quale trae i migliori benefici nei momenti chiave del match.

## Carriera

### Juniores
Nei tornei juniores ha un record in singolare di 44 vittorie e 19 sconfitte. Raggiunse la 17ª posizione in singolare e la 13ª in doppio nel 1997. Quell'anno vinse il suo unico trofeo nel circuito internazionale juniores a Manila, battendo in finale Wesley Whitehouse.

### Esordio professionistico e primo titolo ATP
Hewitt fece il suo esordio nel circuito professionistico nel gennaio 1997, a 15 anni e 10 mesi, perdendo al primo turno dell'Australian Open contro il nº 64 ATP Sergi Bruguera per 3-6, 4-6, 3-6. Divenne il terzo più giovane vincitore di un torneo ATP, dopo Aaron Krickstein a Tel Aviv nel 1983 e Michael Chang a San Francisco nel 1988, vincendo nel gennaio del 1998 il torneo di Adelaide, battendo tra gli altri Andre Agassi in semifinale e Jason Stoltenberg in finale in tre set. Qualche giorno dopo, al torneo di Sydney, vinse per la prima volta contro un top 10 battendo al primo turno il nº 4 ATP Jonas Björkman. Quell'anno lasciò il College per concentrarsi sulla carriera di tennista e alternò le presenze nei tornei Atp e in quelli del circuito Challenger. A fine anno raggiunse il suo miglior ranking ATP con la 100ª posizione in singolare, finendo 164º nel doppio.

### 1999, prima Coppa Davis e secondo titolo ATP
All'inizio dell'1999 perse le finali ATP nei tornei di Adelaide e di Scottsdale e superò per la prima volta il primo turno di un Masters 1000 a Indian Wells, ripetendosi in quello successivo di Miami. Il 9 maggio si aggiudicò il torneo ATP di Delray Beach battendo in finale Xavier Malisse. A luglio raggiunse per la prima volta il terzo turno di uno Slam a Wimbledon e qualche giorno dopo esordì in Coppa Davis nei quarti contro gli Stati Uniti, vincendo entrambi i suoi incontri di singolare contro Alex O'Brien e il nº 8 ATP Todd Martin. Si ripeté in settembre nella semifinale con la Russia, battendo il nº 2 Evgenij Kafel'nikov e il 36 Marat Safin. In ottobre perse la finale all'ATP di Lione contro il nº 14 Nicolás Lapentti e a fine anno, malgrado le sconfitte in singolare con Sébastien Grosjean e Cédric Pioline, vinse la sua prima coppa Davis. Chiuse la stagione al 25º posto del ranking mondiale in singolare, dopo essere stato 22º in novembre.

### 2000, primo titolo Slam agli US Open in doppio
Nel 2000 Hewitt raggiunse la sua prima finale di un Grande Slam nel torneo di doppio misto a Wimbledon in coppia con Kim Clijsters, a quel tempo sua compagna, perdendo in finale contro i veterani statunitensi Kimberly Po e Donald Johnson. Nel settembre dello stesso anno vinse il suo primo torneo del Grande Slam quando insieme a Maks Mirny si aggiudicò il titolo in doppio agli US Open. Qualche giorno dopo, nel singolare alle Olimpiadi di Sydney fu inaspettatamente sconfitto al primo turno dallo stesso Mirny. Durante quell'annata vinse inoltre i tornei ATP di Adelaide, Sydney, Scottsdale e al Queen's in singolare e il Masters 1000 di Indianapolis in doppio in coppia con Sandon Stolle. A dicembre prese parte alla finale di Coppa Davis persa contro la Spagna sulla terra rossa indoor a Barcellona vincendo il primo singolare in cinque set contro Albert Costa e perdendo quello decisivo in quattro set contro Juan Carlos Ferrero. Chiuse la stagione per la prima volta come nº 1 australiano alla 7ª posizione del ranking mondiale in singolare, dopo essere stato 6º in novembre, e alla 20ª in doppio.

### 2001, primo Slam in singolare agli US Open, Masters Cup e nº 1 ATP
Dopo l'ennesima delusione agli Australian Open, dove uscì al terzo turno, nel giugno del 2001 giunse per la prima volta ai quarti al Roland Garros, finendo sconfitto in tre set dal terraiolo nº 4 ATP Juan Carlos Ferrero. A Wimbledon fu battuto agli ottavi in cinque set dal nº 38 ATP Nicolas Escudé. Il suo primo torneo del Grand Slam in singolare arrivò a settembre del 2001, sempre agli Us Open, dove sconfisse in finale il quattro volte campione Pete Sampras per 7-6 6-1 6-1. A novembre vinse tutti gli incontri nella Tennis Masters Cup di Shanghai, aggiudicandosi per la prima volta il prestigioso trofeo battendo in finale in tre set Sébastien Grosjean. Il risultato lo portò per la prima volta al nº 1 del ranking mondiale, il più giovane della storia, a soli 20 anni e 8 mesi. Alcuni giorni dopo perse la finale di Coppa Davis contro la Francia, vincendo un singolare e perdendo l'altro, nuovamente con Escude, e il doppio. Nel 2001 vinse in singolare anche i tornei ATP di Sydney a inizio anno, la World Team Cup a squadre, il Queen's, a 's-Hertogenbosch e a Tokyo, diradando gli impegni in doppio. Chiuse l'anno con 80 vittorie e 17 sconfitte e come nº 1 del ranking mondiale.

### 2002, trionfo a Wimbledon e seconda Masters Cup
Nel 2002 Hewitt vinse il suo secondo titolo del Grande Slam aggiudicandosi il torneo di Wimbledon battendo in finale David Nalbandian per 6-1 6-3 6-2. La sua vittoria rafforzò l'idea che lo Slam inglese non doveva per forza essere dominato da giocatori forti nel servizio e volée, ma poteva anche essere vinto da giocatori che scambiano da fondo campo come Agassi e lo stesso Hewitt. Sempre nel 2002 vinse il primo Master Series in carriera a Indian Wells, il Queen's per il terzo anno di seguito (diventando il primo dopo John McEnroe a riuscirci), San Jose e la Masters Cup di Shanghai per il secondo anno di seguito battendo Juan Carlos Ferrero in finale. Fu sconfitto al primo turno negli Australian Open, agli ottavi al Roland Garros e si arrese dopo quattro set ad Agassi nella semifinale dello US Open. Concluse la stagione con 61 vittorie e quindici sconfitte e difese per tutto l'anno la posizione di numero 1 del mondo.

### 2003, seconda Coppa Davis
Nel 2003, l'anno della difesa del titolo di Wimbledon, Hewitt fu sconfitto al primo turno dal qualificato Ivo Karlović e ottenne il primato negativo di essere il primo campione uscente di Wimbledon nell'era Open ad essere sconfitto al primo turno. In precedenza era stato sconfitto agli ottavi all'Australian Open e al terzo turno al Roland Garros. In quell'annata si aggiudicò due tornei ATP, il Master Series a Indian Wells, per il secondo anno di seguito, e il torneo di Scottsdale. Nell'ultima parte della stagione, dopo i quarti agli US Open in cui fu sconfitto da Ferrero giocò solo in Coppa Davis, vincendo in cinque set entrambi i singolari nella semifinale a Melbourne contro gli svizzeri Federer e Kratochvil, e superando nella finale sull'erba di Melbourne gli spagnoli Carlos Moya, per ritiro, e Ferrero in cinque set, conquistando per la seconda volta il trofeo. Terminò il 2003 con 36 vittorie e dieci sconfitte come numero 16 del mondo, anche a causa di vari piccoli infortuni.

### 2004, finali agli US Open e alla Masters Cup

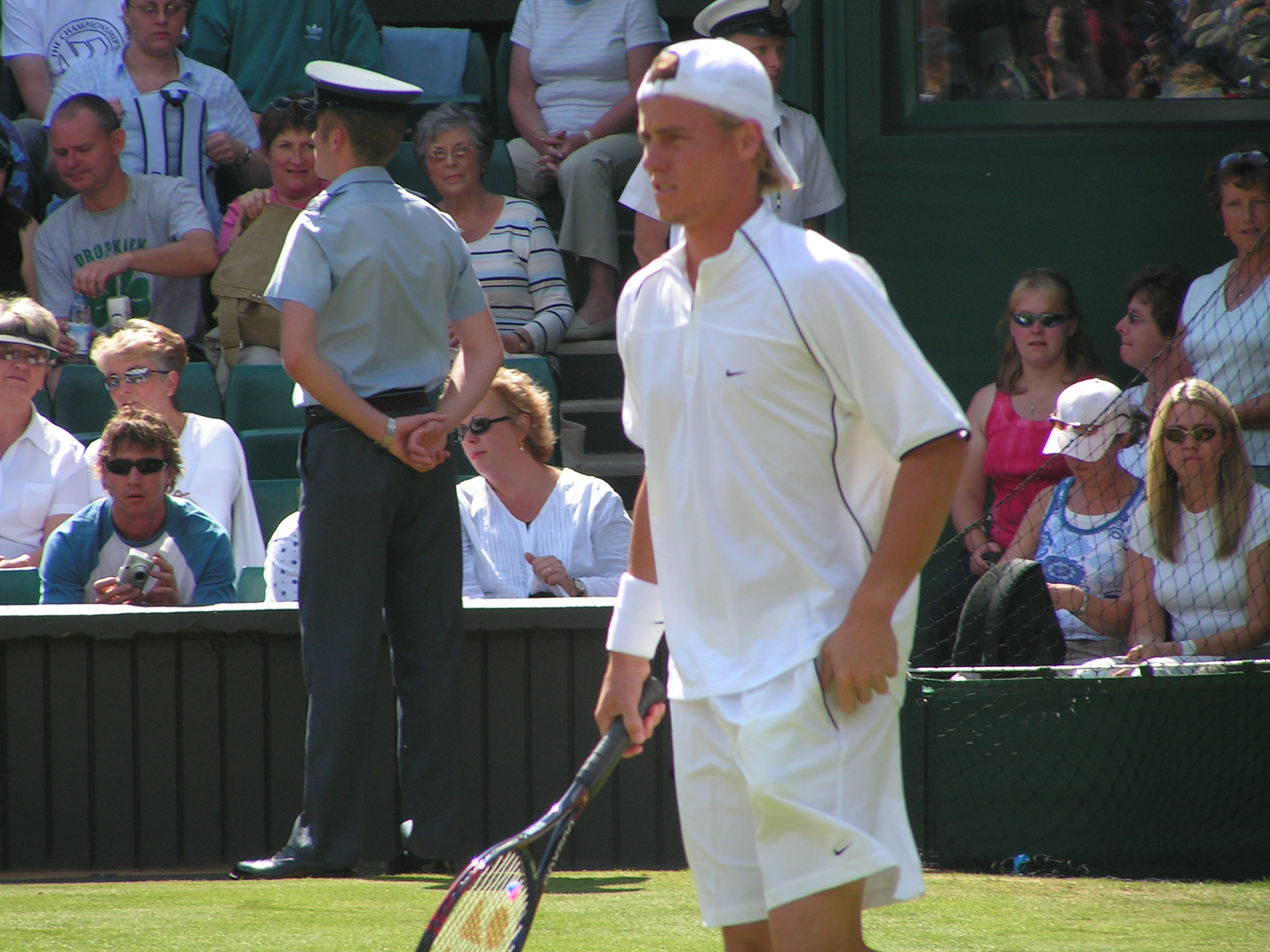
Lleyton Hewitt a Wimbledon nel 2004.

Nel 2004 Hewitt è diventato il primo giocatore nella storia a perdere in tutti i tornei del Grande Slam dal futuro vincitore: fu sconfitto al quarto turno degli Australian Open da Roger Federer, ai quarti di finale del Roland Garros da Gastón Gaudio, ai quarti di finale a Wimbledon da Federer e in finale agli Us Open ancora una volta da Federer. Sempre nello stesso anno vinse i tornei di Sydney, Rotterdam, Washington, Long Island e raggiunse la finale alla Masters Cup sconfitto ancora da Federer. Di rilievo le finali raggiunte nel Masters 1000 di Cincinnati, persa in tre set contro Agassi, e quella a squadre nella World Team Cup, persa contro il Cile. Terminò la stagione con 66 vittorie e 17 sconfitte, alla posizione numero 3 del ranking mondiale.

### 2005, prima finale agli Australian Open

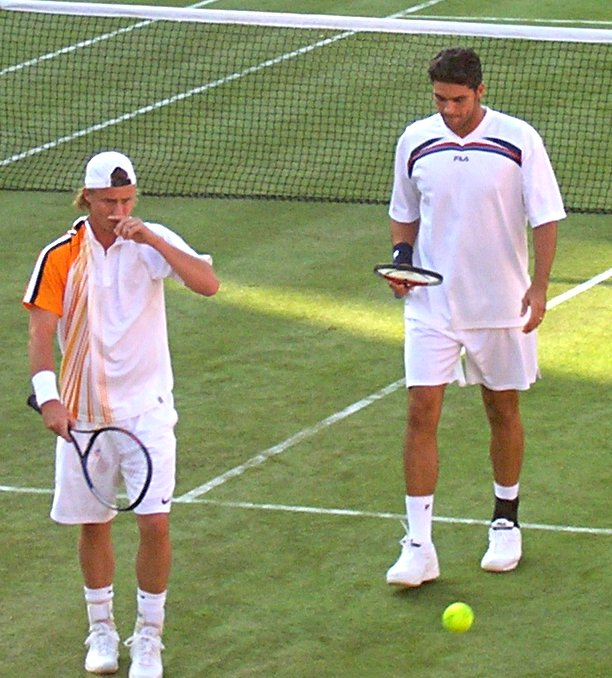
Hewitt e Mark Philippoussis nel 2005 al Queen's Club Championships.

Nel 2005 vinse un solo titolo a Sydney, battendo Carlos Moyá in finale. Raggiunse però per la prima volta la finale agli Australian Open e fu sconfitto da Marat Safin con il punteggio di 1-6, 6-3, 6-4, 6-4. Non giocò il Roland Garros a causa di un infortunio, mentre perse in semifinale da Roger Federer sia a Wimbledon sia agli Us Open. Chiuse l'anno con 37 vittorie e 9 sconfitte come nº 4 del mondo, rinunciando a giocare le finali della Masters Cup.

### 2006, 25º titolo ATP e diversi infortuni

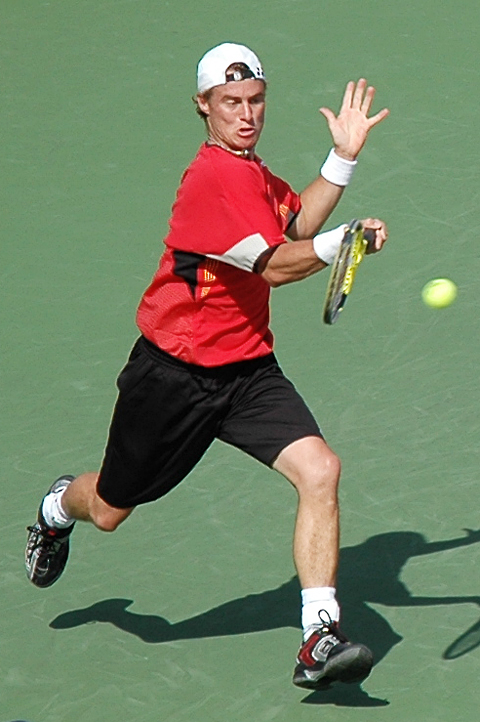
Hewitt agli US Open nel 2006

Il 2006 fu una stagione negativa per Hewitt anche a causa di molti infortuni. Vinse soltanto il torneo del Queen's mentre nei tornei del Grand Slam uscì al secondo turno agli Australian Open, al quarto turno al Roland Garros sconfitto da Rafael Nadal futuro vincitore, e infine ai quarti di finale sia a Wimbledon sia agli Us Open, battuto rispettivamente da Marcos Baghdatis e Andy Roddick. A fine stagione perse il singolare giocato in semifinale di Coppa Davis contro l'Argentina, che ebbe accesso alla finale superando 5-0 l'Australia. Chiuse per il settimo anno consecutivo nei primi 20 del mondo con un record di 33 vittorie e 15 sconfitte.

### 2007, 26º titolo ATP
Agli Australian Open del 2007 Hewitt fu sconfitto al terzo turno da Fernando González, futuro finalista. Durante l'anno vinse solo il torneo di Las Vegas, che gli assicurò per il decimo anno di fila una vittoria in un torneo ATP. In maggio raggiunse la semifinale al Master Series sulla terra battuta di Amburgo dove perse in tre set combattuti dallo specialista Rafael Nadal. Fu sconfitto anche agli ottavi del Roland Garros dallo spagnolo, che avrebbe vinto il suo terzo titolo consecutivo. Anche a Wimbledon fu sconfitto agli ottavi, questa volta in quattro combattuti set dall'astro nascente serbo Novak Đoković.
Alla fine del torneo Hewitt annunciò di avere scelto Tony Roche come nuovo allenatore per i tornei dello Slam e dei Masters. Ai Masters di Montréal e di Cincinnati giunse rispettivamente ai quarti e in semifinale, perdendo in entrambe le occasioni da Federer. Partecipò come testa di serie nº 16 agli US Open e per la prima volta in otto apparizioni non raggiunse i quarti, finendo battuto al secondo turno da Agustín Calleri. Si mantenne per tutto l'anno attorno alla 20ª posizione e chiuse in 21ª.

### 2008, operazione all'anca
Agli Australian Open 2008 fu battuto al quarto turno in tre set da Djokovic dopo una battaglia di quasi cinque ore al terzo con Marcos Baghdatis. Un infortunio all'anca gli compromise in marzo la preparazione per la stagione sulla terra battuta e non poté difendere i punti conquistati ad Amburgo l'anno prima. Al Roland Garros fu sconfitto al terzo turno in cinque set da David Ferrer.
Dopo la sconfitta nei quarti del Queens Club Championship contro Novak Đoković, Hewitt giunse al quarto turno a Wimbledon, dove fu battuto dal nº 1 ATP Roger Federer. Si prese quindi un periodo di riposo per guarire l'anca e poté quindi disputare il Torneo olimpico di Pechino, dove perse al secondo turno contro Nadal. Durante il torneo di doppio ebbe una ricaduta del dolore all'anca che lo costrinse a interrompere la stagione e a sottoporsi a un'operazione, chiudendo l'annata al 67º posto del ranking e, per la prima volta dal 1997, senza alcun titolo vinto.

### 2009, 27º titolo ATP e risalita nel ranking

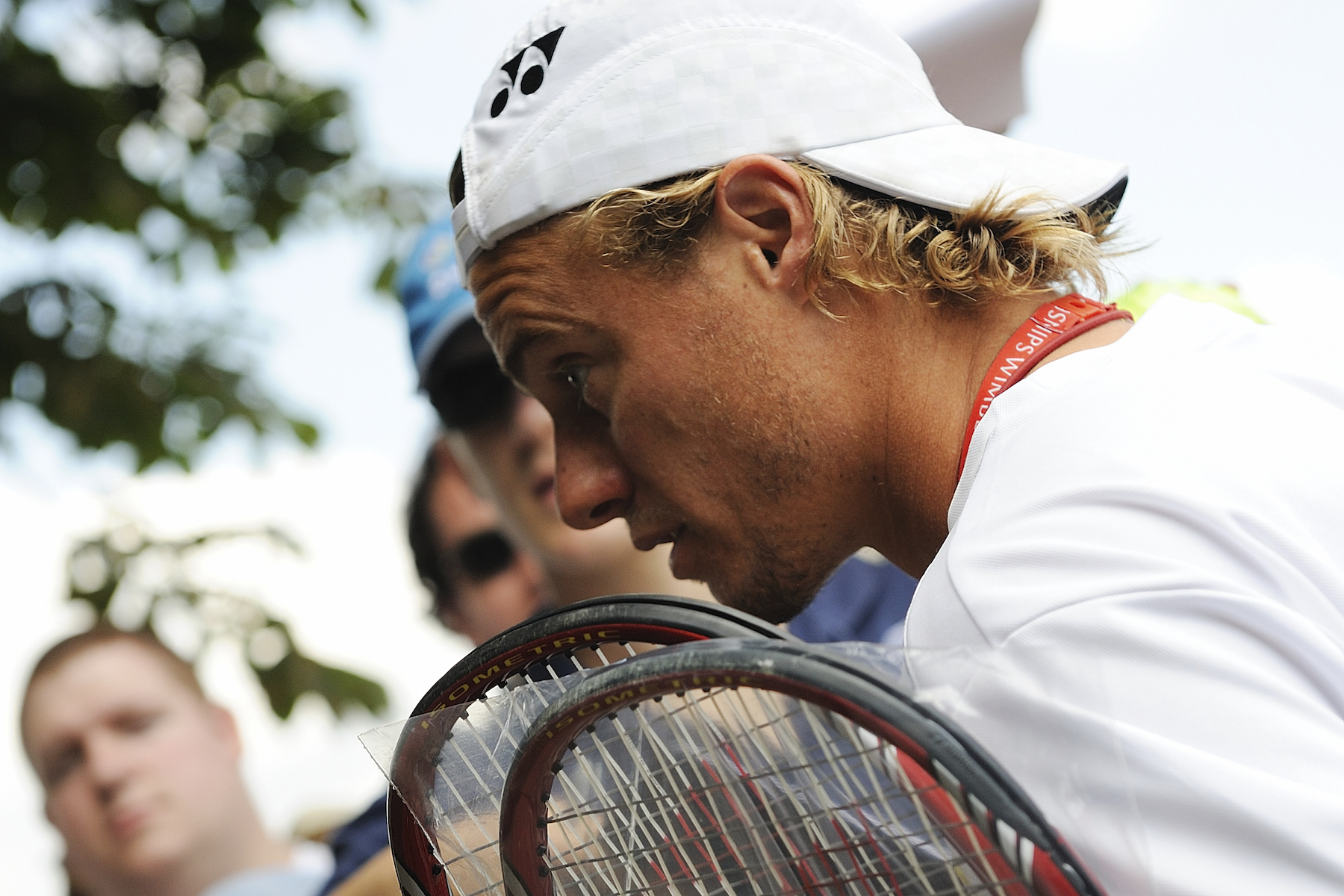
Hewitt a Wimbledon nel 2009

Nel 2009 Hewitt fu eliminato al primo turno dell'Australian Open da Fernando González, raggiunse poi la semifinale al torneo di Memphis dove fu battuto da Andy Roddick. A distanza di due anni dalla vittoria a Las Vegas, tornò al successo in un torneo ATP a Houston battendo Wayne Odesnik per 6-2, 7-5, conquistando il suo ventisettesimo torneo da professionista. A giugno fu eliminato al terzo turno del Roland Garros da Rafael Nadal. A Wimbledon la corsa di Hewitt ebbe fine ai quarti di finale, sconfitto in 5 set da Andy Roddick dopo un match giocato con straordinaria intensità.
Al successivo ATP di Cincinnati fu battuto nei quarti di finale da Federer, che lo eliminò anche al terzo turno dell'US Open con il punteggio di 4-6 6-3 7-5 6-4. In ottobre fu sconfitto ai quarti dell'ATP 500 di Tokyo dal nº 49 del ranking Michail Južnyj, chiudendo la stagione al 22º posto, dopo essere sceso al 108º in febbraio.

### 2010, 28º titolo ATP
Dopo un periodo di allenamento intenso Hewitt iniziò il 2010 più in forma dell'anno precedente. Al torneo Sydney International fu la testa di serie nº 4 e perse nei quarti di finale da Marcos Baghdatis. Agli Australian Open sconfisse Ricardo Hocevar, Donald Young e Marcos Baghdatis e al quarto turno fu battuto da Federer in tre set. Al torneo US Men's Claycourt Championships Hewitt si presentò da detentore del titolo e testa di serie nº 4 e fu eliminato al secondo turno dal futuro vincitore del torneo Juan Ignacio Chela. Nel doppio insieme a Nathan Healey giunse alla semifinale e fu sconfitto dai fratelli Bryan 6-2 7-6.
Al primo turno del Roland Garros sconfisse Jérémy Chardy e al secondo Denis Istomin, prima di essere eliminato dal futuro vincitore Rafael Nadal al terzo set. Il 13 giugno tornò a battere dopo 15 sconfitte Federer per 3–6 7–6 6–4 nella finale sull'erba dell'Halle Open. A Wimbledon fu sconfitto in quattro set al quarto turno da Djokovic, mentre agli US Open uscì al primo turno per mano di Paul-Henri Mathieu in cinque set. Chiuse l'annata al 56º posto del ranking ATP.

### 2011: operazione al piede
A inizio della stagione 2011 vinse il torneo esibizione AAMI Kooyong Classic battendo in finale Gaël Monfils. Ai successivi Australian Open fu estromesso dal torneo al primo turno da David Nalbandian che si impose in 5 set. Prese quindi parte all'ATP 250 dei Pacific Coast Championships e fu battuto nei quarti da Juan Martín del Potro, che era al rientro da un infortunio. Anche nel successivo torneo ATP 500 di Memphis fu estromesso ai quarti, questa volta dalla testa di serie nº 1 Andy Roddick. Nell'ATP Masters 1000 dell'Indian Wells Open fu sconfitto a sorpresa da Lu Yen-hsun e a fine torneo osservò uno stop di tre mesi per operarsi al piede sinistro. Rientrò nel circuito per difendere il titolo ad Halle e dopo le vittorie con Leonardo Mayer e Andreas Seppi fu battuto in due set dal padrone di casa Philipp Kohlschreiber, procurandosi un infortunio alla caviglia che lo costrinse a ritirarsi durante il primo match del successivo torneo del Queen's.
A Wimbledon batté al primo turno in quattro set l'emergente Kei Nishikori e al secondo dovette arrendersi al ritorno di Robin Söderling dopo essere stato in vantaggio di due set. Chiuse la stagione in settembre dopo le tre sconfitte patite in Coppa Davis in singolare e in doppio contro Federer e Wawrinka nello spareggio che relegò l'Australia ai gruppi zonali per il 2012, rinunciando ai successivi US Open per il persistente dolore al piede. Chiuse la disastrosa stagione al 186º posto del ranking e, per la seconda volta da quando era professionista, senza alcun titolo.

### 2012; risalita del ranking
Nel 2012 ricevette una wild card per il tabellone principale degli Australian Open dove agli ottavi di finale fu sconfitto dal numero 1 del mondo Novak Đoković in quattro set. Dopo quel match si fermò per diversi mesi scendendo addirittura alla 233ª posizione in classifica. Rientrò in tempo per partecipare al Roland Garros dove fu sconfitto al primo turno dallo slovacco Kavcic. Anche a Wimbledon venne eliminato al primo turno, questa volta dalla testa di serie numero 5 e futuro semifinalista Tsonga. Nel successivo torneo di Newport giunse in finale prima di essere sconfitto dall'americano John Isner, risultato che gli permise di recuperare 83 posizioni del ranking. Alle Olimpiadi di Londra fu sconfitto al terzo turno dal nº 2 del ranking Novak Đoković per 6-4, 5-7, 1-6 dopo aver superato 6-4, 7-5 il nº 14 Marin Čilić al secondo. Agli US Open fu battuto al terzo turno dal nº 5 David Ferrer in 4 set. I risultati di fine stagione furono mediocri ma sufficienti per terminare il 2012 al nº 83 del ranking.

### 2013, progressi in classifica
Nel corso del 2013 Hewitt rimase tra i primi 100 della classifica ATP senza vincere alcun titolo. Agli Australian Open cedette al primo turno contro Tipsarevic; e nei tornei che vennero subito dopo superò il secondo turno a Indian Wells (terzo turno) e all'ATP AEGON Championships, dove fu fermato in semifinale perdendo in tre set contro il nº 12 ATP Cilic, dopo avere sconfitto il nº 29 Dimitrov, il 18 Quarrey e il nº 8 del Potro. A Wimbledon partì molto bene, battendo l'11º al mondo Stan Wawrinka in tre set, ma fu poi clamorosamente battuto al secondo turno in quattro set dal tedesco-giamaicano Dustin Brown, numero 187. Raggiunse quindi la finale a Newport, dove fu battuto in tre set dal nº 127 Nicolas Mahut dopo aver superato in semifinale il nº 19 John Isner, che si prese la rivincita battendolo in tre set nella semifinale del successivo torneo di Atlanta. A inizio settembre fu battuto nel quarto turno dell'US Open da Mikhail Youzhny dopo aver sconfitto nel secondo Juan Martin del Potro in 4 set. Chiuse la stagione in calando terminandola alla 60ª posizione del ranking ATP.

### 2014, 2 titoli ATP e ritorno nei top 40
Nel 2014 tornò a vincere un torneo in singolare dopo quattro anni a Brisbane, battendo in finale Roger Federer con lo score di 6-1 4-6 6-3. Il risultato lo assestò al 43º posto del ranking e primo degli australiani. Fu quindi eliminato al primo turno degli Australian Open sia in singolare sia in doppio, ma il 17 febbraio raggiunse il suo miglior ranking degli ultimi anni con il 38º posto. Seguì una serie di sconfitte ai primi e secondi turni che si interruppe al torneo di Newport, dove, da numero tre del seeding, batté in finale Ivo Karlović per 6-3, 6(4)–7, 7–6(3) per assicurarsi il trentesimo titolo in carriera in singolare. Nello stesso torneo conquistò anche il trofeo di doppio in coppia con il connazionale Guccione: si tratta del terzo titolo in doppio conquistato in carriera, arrivato ben quattordici anni dopo l'ultimo successo, agli US Open del 2000. Gli scarsi risultati di fine anno lo videro chiudere 50º a dicembre.

### 2015, annuncio del ritiro

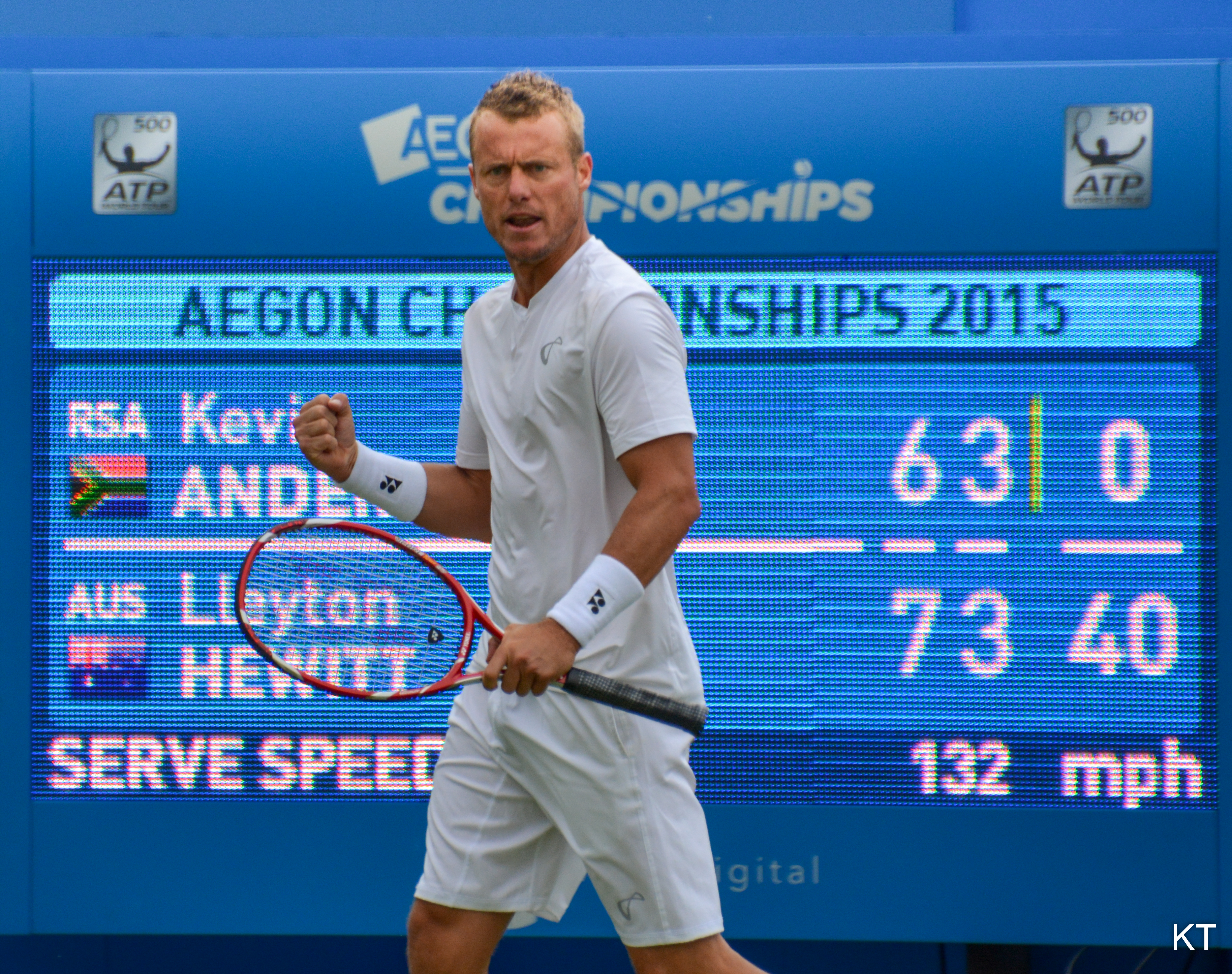
Lleyton Hewitt nel 2015

La sconfitta ai primi di gennaio del 2015 nel primo turno a Brisbane, dove era campione uscente, gli fece perdere 34 posizioni in classifica. Agli Open d'Australia fu eliminato al secondo turno da Benjamin Becker in 5 set, dopo aver vinto i primi due, e alla fine del torneo annunciò il suo ritiro per l'anno successivo dopo gli Australian Open 2016 e l'intenzione di diventare selezionatore dell'Australia di Coppa Davis dopo il ritiro. Il resto della stagione fu contrassegnato da una lunga serie di eliminazioni al primo turno e interruppe le sconfitte in Coppa Davis, vincendo il doppio e l'unico singolare disputato nei quarti di finale contro il Kazakhistan, regalando all'Australia la semifinale. Negli ultimi due tornei che disputò, Washington e gli Us Open, fu eliminato in entrambi al secondo turno. L'ultimo impegno della stagione fu la sconfitta nel doppio nella semifinale di Davis vinta 3-2 dalla Gran Bretagna, e finì l'anno al 307º posto del ranking. In novembre viene nominato capitano della squadra australiana di Coppa Davis.

### 2016, ritiro
Come preannunciato l'anno prima confermò il ritiro alla fine degli Australia Open, che disputò per la ventesima volta in carriera grazie a una wild card. Al suo ultimo incontro del circuito in singolare fu sconfitto al secondo turno in tre set dalla testa di serie nº 8 David Ferrer e pochi giorni dopo fu insignito dell'onorificenza dell'Order of Australia.
Nel marzo successivo accettò però la convocazione per l'incontro di Coppa Davis contro gli USA per sostituire l'infortunato Nick Kyrgios; giocò solo il doppio in coppia con John Peers contro i fratelli Bryan perdendo in cinque set dopo avere perso i primi due parziali. Si presentò nel doppio anche a Wimbledon grazie a una wild card in coppia con il giovane compatriota Jordan Thompson, con cui sconfisse Nicolás Almagro e David Marrero al primo turno dopo un lungo incontro terminato 19–17 nel set decisivo per poi essere eliminati al secondo turno.

### 2018, ritorno in doppio
Sempre in coppia con Thompson, Hewitt si presentò all'inizio del 2018 al via del torneo di doppio di Brisbane, nel quale i due australiani furono eliminati al primo turno da Dimitrov e Harrison nel terzo e decisivo set. Nel gennaio 2018, grazie a una wild card prese parte agli Australian Open in coppia con il connazionale Samuel Groth, il quale stava disputando l'ultimo torneo della carriera. Dopo avere superato al secondo turno le teste di serie nº 3 del torneo Rojer/Tecău in tre set, la coppia australiana fu battuta in due set nei quarti di finale dai colombiani Cabal/Farah, teste di serie nº 11. In aprile raggiunge il secondo turno all'Estoril in coppia con Alex de Minaur, in giugno, in coppia con Alex Bolt, raggiunge le semifinali al Challenger inglese Surbiton Trophy e con Nick Kyrgios i quarti al Queen's di Londra, dove al primo turno la coppia elimina a sorpresa i francesi Pierre-Hugues Herbert e Nicolas Mahut, freschi vincitori al Roland Garros. Tra le eliminazioni al primo turno vi è quella al torneo di Wimbledon, ancora in coppia con Bolt. Perde poi al primo turno a Newport in coppia con Jordan Thompson. Chiude la stagione vincendo l'impegno di doppio in Coppa Davis contro l'Austria, in coppia con John Peers.

### 2019-2020

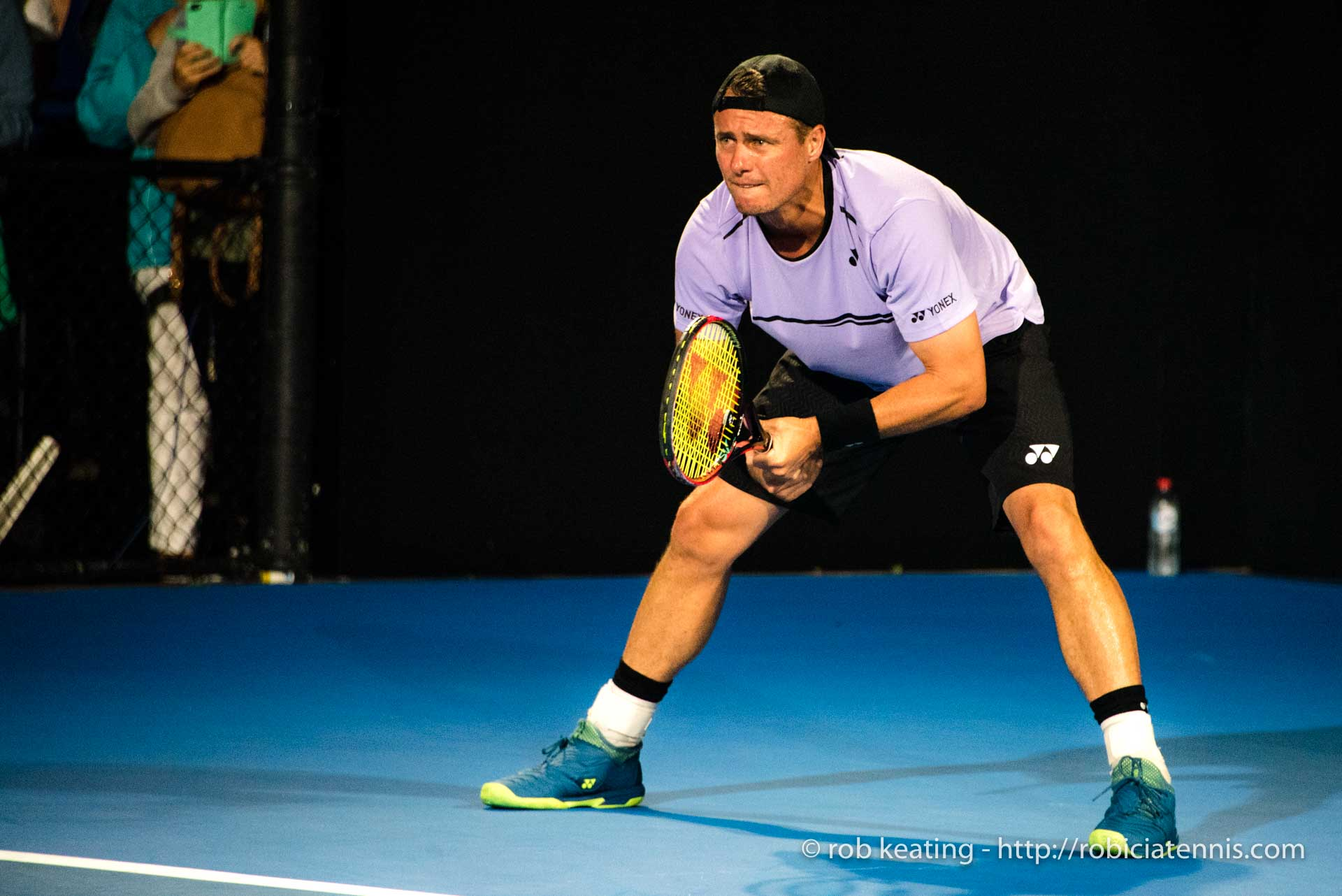
Lleyton Hewitt al Sydney International 2019

Inizia la stagione a Brisbane, in coppia con Alex de Minaur, dove viene sconfitto al primo turno in due set. La settimana seguente a Sydney, in coppia con Jordan Thompson, supera al primo turno le teste di serie numero 4, Rajeev Ram e Joe Salisbury, e raggiunge la semifinale dove viene sconfitto in due set dai numero uno del seeding Juan Sebastián Cabal e Robert Farah. Arrivano poi cinque sconfitte consecutive, agli Australian Open in coppia con John-Patrick Smith, a New York in coppia con Alexei Popyrin, a Houston, Surbiton e 's-Hertogenbosch con Thompson. A Wimbledon, ancora in coppia con Thompson, torna alla vittoria. Al primo turno supera gli indiani Jeevan Nedunchezhiyan e Purav Raja 6-2, 6-3, 6-2, per poi arrendersi al turno successivo alle teste di serie numero tre Raven Klaasen e Michael Venus 6-3, 7–6(3), 6-2. È l'ultimo impegno del 2019, torna nel circuito nel gennaio 2020 e in coppia con Thompson viene eliminato al primo turno all'Adelaide International e all'Australian Open, che saranno gli unici incontri disputati in stagione.

## Coppa Davis
Hewitt ha vinto la Coppa Davis con la squadra australiana nel 1999 e nel 2003 e ha raggiunto la finale nel 2000 e nel 2001. A ventidue anni Hewitt aveva più match vinti nei singolari di Coppa Davis di qualsiasi altro giocatore australiano.
Nei quarti di finale di Coppa Davis del 2006 a Melbourne, Hewitt sconfisse il giocatore bielorusso Vladimir Volčkov 6-2 6-1 6-2 in soli 91 minuti. Prima del match il bielorusso aveva detto "Hewitt non ha le armi per farmi male". Hewitt rispose: "Volčkov non ha la classifica per farmi male". In semifinale in seguito l'Australia fu sconfitta dall'Argentina.
Detiene il record di partecipazioni (16 edizioni e 37 incontri), di match giocati (72), di vittorie totali (54) e in singolare (40) nella storia della squadra australiana di Coppa Davis. Poco dopo la sua ultima apparizione in Coppa Davis nel novembre 2015 gli viene affidato l'incarico di capitano della squadra australiana.

## Premi
- 2001 - Giocatore ATP dell'anno
- 2001 - Sud Australiano più popolare
- 2002 - Giocatore ATP dell'anno
- 2002 - Atleta Australiano maschio dell'anno
- 2002 - ESPY miglior tennista dell'anno
- 2003 - Giovane Australiano dell'anno
- 2003 - Sud Australiano più popolare

## Statistiche

### Singolare

#### Vittorie (30)
| Legenda                                            |
| Grande Slam (2)                                    |
| Tennis Masters Cup / ATP World Tour Finals (2)     |
| ATP Masters Series / ATP Masters 1000 (2)          |
| International Series Gold / ATP World Tour 500 (2) |
| International Series / ATP World Tour 250 (22)     |

| Legenda superfici |
| Cemento (20)      |
| Terra (2)         |
| Erba (8)          |

| N.  | Data             | Torneo                                                 | Superficie    | Avversario in finale | Punteggio               |
| 1.  | 11 gennaio 1998  | Australian Men's Hardcourt Championships, Adelaide (1) | Cemento       | Jason Stoltenberg    | 3-6, 6-3, 7-6(4)        |
| 2.  | 9 maggio 1999    | International Tennis Championships, Delray Beach       | Terra verde   | Xavier Malisse       | 6-4, 6(2)-7, 6-1        |
| 3.  | 9 gennaio 2000   | Australian Men's Hardcourt Championships, Adelaide(2)  | Cemento       | Thomas Enqvist       | 3-6, 6-3, 6-2           |
| 4.  | 16 gennaio 2000  | Sydney International, Sydney (1)                       | Cemento       | Jason Stoltenberg    | 6-4, 6-0                |
| 5.  | 12 marzo 2000    | WCT Scottsdale Open, Scottsdale (1)                    | Cemento       | Tim Henman           | 6-4, 7-6(2)             |
| 6.  | 18 giugno 2000   | Queen's Club Championships, Londra (1)                 | Erba          | Pete Sampras         | 6-4, 6-4                |
| 7.  | 8 gennaio 2001   | Sydney International, Sydney (2)                       | Cemento       | Magnus Norman        | 6-4, 6-1                |
| 8.  | 17 giugno 2001   | Queen's Club Championships, Londra (2)                 | Erba          | Tim Henman           | 7-6(3), 7-6(3)          |
| 9.  | 24 giugno 2001   | Rosmalen Open, 's-Hertogenbosch                        | Erba          | Guillermo Cañas      | 6-3, 6-4                |
| 10. | 9 settembre 2001 | US Open, New York                                      | Cemento       | Pete Sampras         | 7-6(4), 6-1, 6-1        |
| 11. | 1º ottobre 2001  | Japan Open Tennis Championships, Tokyo                 | Cemento       | Michel Kratochvil    | 6-4, 6-2                |
| 12. | 18 novembre 2001 | Tennis Masters Cup, Sydney (1)                         | Sintetico (i) | Sébastien Grosjean   | 6-3, 6-3, 6-4           |
| 13. | 4 febbraio 2002  | Pacific Coast Championships, San Jose                  | Cemento (i)   | Andre Agassi         | 4-6, 7-6(6), 7-6(4)     |
| 14. | 17 marzo 2002    | Indian Wells Open, Indian Wells (1)                    | Cemento       | Tim Henman           | 6-1, 6-2                |
| 15. | 16 giugno 2002   | Queen's Club Championships, Londra (3)                 | Erba          | Tim Henman           | 4-6, 6-1, 6-4           |
| 16. | 7 luglio 2002    | Wimbledon, Londra                                      | Erba          | David Nalbandian     | 6-1, 6-3, 6-2           |
| 17. | 17 novembre 2002 | Tennis Masters Cup, Shanghai (2)                       | Sintetico (i) | Juan Carlos Ferrero  | 7-5, 7-5, 2-6, 2-6, 6-4 |
| 18. | 9 marzo 2003     | WCT Scottsdale Open, Scottsdale (2)                    | Cemento       | Mark Philippoussis   | 6-4, 6-4                |
| 19. | 16 marzo 2003    | Indian Wells Open, Indian Wells (2)                    | Cemento       | Gustavo Kuerten      | 6-1, 6-1                |
| 20. | 18 gennaio 2004  | Sydney International, Sydney (3)                       | Cemento       | Carlos Moyá          | 4-3, rit.               |
| 21. | 22 febbraio 2004 | Rotterdam Open, Rotterdam                              | Cemento (i)   | Juan Carlos Ferrero  | 6(1)-7, 7-5, 6-4        |
| 22. | 22 agosto 2004   | Washington Open, Washington                            | Cemento       | Gilles Müller        | 6-3, 6-4                |
| 23. | 29 agosto 2004   | Long Island Open, Long Island                          | Cemento       | Luis Horna           | 6-3, 6-1                |
| 24. | 16 gennaio 2005  | Sydney International, Sydney (4)                       | Cemento       | Ivo Minář            | 7-5, 6-0                |
| 25. | 18 giugno 2006   | Queen's Club Championships, Londra (4)                 | Erba          | James Blake          | 6-4, 6-4                |
| 26. | 4 marzo 2007     | Las Vegas Open, Las Vegas                              | Cemento       | Jürgen Melzer        | 6-4, 7-6(10)            |
| 27. | 12 aprile 2009   | U.S. Men's Clay Court Championships, Houston           | Terra rossa   | Wayne Odesnik        | 6-2, 7-5                |
| 28. | 13 giugno 2010   | Halle Open, Halle                                      | Erba          | Roger Federer        | 3-6, 7-6(4), 6-4        |
| 29. | 5 gennaio 2014   | Brisbane International, Brisbane (3)                   | Cemento       | Roger Federer        | 6-1, 4-6, 6-3           |
| 30. | 13 luglio 2014   | Hall of Fame Tennis Championships, Newport             | Erba          | Ivo Karlović         | 6-3, 6(4)-7, 7-6(3)     |

#### Finali perse (16)
| N.  | Data              | Torneo                                         | Superficie    | Avversario in finale | Punteggio                        |
| 1.  | 11 gennaio 1999   | Brisbane International, Brisbane               | Cemento       | Thomas Enqvist       | 6-4, 1-6, 2-6                    |
| 2.  | 8 marzo 1999      | WCT Scottsdale Open, Scottsdale                | Cemento       | Jan-Michael Gambill  | 6(2)-7, 6-4, 4-6                 |
| 3.  | 25 ottobre 1999   | Grand Prix de Tennis de Lyon, Lione            | Sintetico (i) | Nicolás Lapentti     | 3-6, 2-6                         |
| 4.  | 6 novembre 2000   | Stuttgart Masters, Stoccarda                   | Sintetico (i) | Wayne Ferreira       | 6(6)-7, 6-3, 7-6(5), 6(2)-7, 2-6 |
| 5.  | 12 agosto 2002    | Cincinnati Open, Cincinnati (1)                | Cemento       | Carlos Moyá          | 5-7, 6(5)-7                      |
| 6.  | 4 novembre 2002   | Paris Masters, Parigi                          | Sintetico (i) | Marat Safin          | 6(4)-7, 0-6, 4-6                 |
| 7.  | 4 agosto 2003     | Los Angeles Open, Los Angeles                  | Cemento       | Wayne Ferreira       | 3-6, 6-4, 5-7                    |
| 8.  | 9 agosto 2004     | Cincinnati Open, Cincinnati (2)                | Cemento       | Andre Agassi         | 3-6, 6-3, 2-6                    |
| 9.  | 13 settembre 2004 | U.S. Open, New York                            | Cemento       | Roger Federer        | 0-6, 6(3)-7, 0-6                 |
| 10. | 22 novembre 2004  | Tennis Masters Cup, Houston                    | Cemento       | Roger Federer        | 3-6, 2-6                         |
| 11. | 31 gennaio 2005   | Australian Open, Melbourne                     | Cemento       | Marat Safin          | 6-1, 3-6, 4-6, 4-6               |
| 12. | 21 marzo 2005     | Indian Wells Open, Indian Wells                | Cemento       | Roger Federer        | 2-6, 4-6, 4-6                    |
| 13. | 20 febbraio 2006  | Pacific Coast Championships, San Jose          | Cemento (i)   | Andy Murray          | 6-2, 1-6, 6(3)-7                 |
| 14. | 6 marzo 2006      | Las Vegas Open, Las Vegas                      | Cemento       | James Blake          | 5-7, 6-2, 3-6                    |
| 15. | 15 luglio 2012    | Hall of Fame Tennis Championships, Newport (1) | Erba          | John Isner           | 6(1)-7, 4-6                      |
| 16. | 14 luglio 2013    | Hall of Fame Tennis Championships, Newport (2) | Erba          | Nicolas Mahut        | 7-5, 5-7, 3-6                    |

### Doppio

#### Vittorie (3)
| Legenda                       |
| Grande Slam (1)               |
| Tennis Masters Cup (0)        |
| ATP Masters Series (0)        |
| International Series Gold (1) |
| International Series (1)      |

| N. | Data             | Torneo                                          | Superficie | Compagno       | Avversari in finale        | Punteggio        |
| 1. | 19 agosto 2000   | Indianapolis Tennis Championships, Indianapolis | Cemento    | Sandon Stolle  | Maks Mirny Jonas Björkman  | 6–2, 3–6, 6–3    |
| 2. | 9 settembre 2000 | US Open, New York                               | Cemento    | Maks Mirny     | Ellis Ferreira Rick Leach  | 6–4, 5–7, 7–6(5) |
| 3. | 13 luglio 2014   | Hall of Fame Tennis Championships, Newport      | Erba       | Chris Guccione | Jonathan Erlich Rajeev Ram | 7–5, 6–4         |

#### Finali perse (5)
| N. | Data             | Torneo                                | Superficie  | Compagno           | Avversari in finale            | Punteggio           |
| 1. | 10 gennaio 2000  | ATP Adelaide, Adelaide                | Cemento     | Sandon Stolle      | Todd Woodbridge Mark Woodforde | 4–6, 2–6            |
| 2. | 17 gennaio 2000  | Sydney International, Sydney          | Cemento     | Sandon Stolle      | Todd Woodbridge Mark Woodforde | 5–7, 4–6            |
| 3. | 10 marzo 2003    | WCT Scottsdale Open, Scottsdale       | Cemento     | Mark Philippoussis | James Blake Mark Merklein      | 4–6, 7–6(2), 6(5)–7 |
| 4. | 25 aprile 2010   | Barcelona Open, Barcellona            | Terra rossa | Mark Knowles       | Daniel Nestor Nenad Zimonjić   | 6–4, 3–6, [6–10]    |
| 5. | 17 febbraio 2013 | Pacific Coast Championships, San Jose | Cemento (i) | Marinko Matosevic  | Xavier Malisse Frank Moser     | 0–6, 7–6(5), [4–10] |